# Карока, Игнасио
Игнасио Андрес Карока Кордеро (исп. Ignacio Andrés Caroca Cordero; 2 ноября 1993, Курико, Чили) — чилийский футболист, полузащитник клуба «Рейнджерс» (Талька).

## Клубная карьера
Карока — воспитанник клуба «Коло-Коло». В 2012 году для получения игровой практики Игнасио на правах аренды перешёл в «Барнечеа». 18 февраля в матче против «Сантьяго Морнинг» он дебютировал в Примере B. 26 августа в поединке против «Эвертона» из Винья-дель-Мар Карока забил свой первый гол за «Барнечеа». В начале 2014 года Игнасио был отдан в аренду в «Ньюбленсе». 5 января в матче против «Универсидад Католика» он дебютировал в чилийской Примере. Летом того же года Карока вновь был арендован «Барнечеа».
В начале 2016 года Игнасио перешёл в «Курико Унидо». В матче против «Депортес Ла-Серена» он дебютировал за новую команду. В 2017 году Карока помог клубу выйти в элиту.
Летом 2017 года Игнасио перешёл в «Депортес Икике». 29 июля в матче против «Эвертона» он дебютировал за новую команду.

## Международная карьера
В начале 2013 года Карока в составе молодёжной сборной Чили принял участие в молодёжном чемпионате Южной Америки в Аргентине. На турнире он сыграл в матчах против команд Боливии, Эквадора, Уругвая, Перу, Парагвая и дважды Колумбии.